# Уруэ-ле-Бурдлен
Уруэ́-ле-Бурдле́н (фр. Ourouer-les-Bourdelins) — коммуна во Франции, находится в регионе Центр. Департамент — Шер. Входит в состав кантона Неронд. Округ коммуны — Сент-Аман-Монтрон.
Код INSEE коммуны — 18175.

## География
Коммуна расположена приблизительно в 220 км к югу от Парижа, в 130 км юго-восточнее Орлеана, в 34 км к юго-востоку от Буржа.
По территории коммуны протекает река Эрен.

## Население
Население коммуны на 2008 год составляло 652 человека.
| 1962 | 1968 | 1975 | 1982 | 1990 | 1999 | 2008 |
| ---- | ---- | ---- | ---- | ---- | ---- | ---- |
| 861  | 893  | 813  | 758  | 740  | 667  | 652  |

## Экономика
В 2007 году среди 370 человек в трудоспособном возрасте (15-64 лет) 239 были экономически активными, 131 — неактивными (показатель активности — 64,6 %, в 1999 году было 62,2 %). Из 239 активных работали 207 человек (122 мужчины и 85 женщин), безработных было 32 (17 мужчин и 15 женщин). Среди 131 неактивных 29 человек были учениками или студентами, 50 — пенсионерами, 52 были неактивными по другим причинам.

## Достопримечательности
- Церковь Сен-Кристоф (XII век). Исторический памятник с 1926 года[3]
  - Бронзовый колокол (1556 год). Исторический памятник с 1908 года[4]

## Фотогалерея

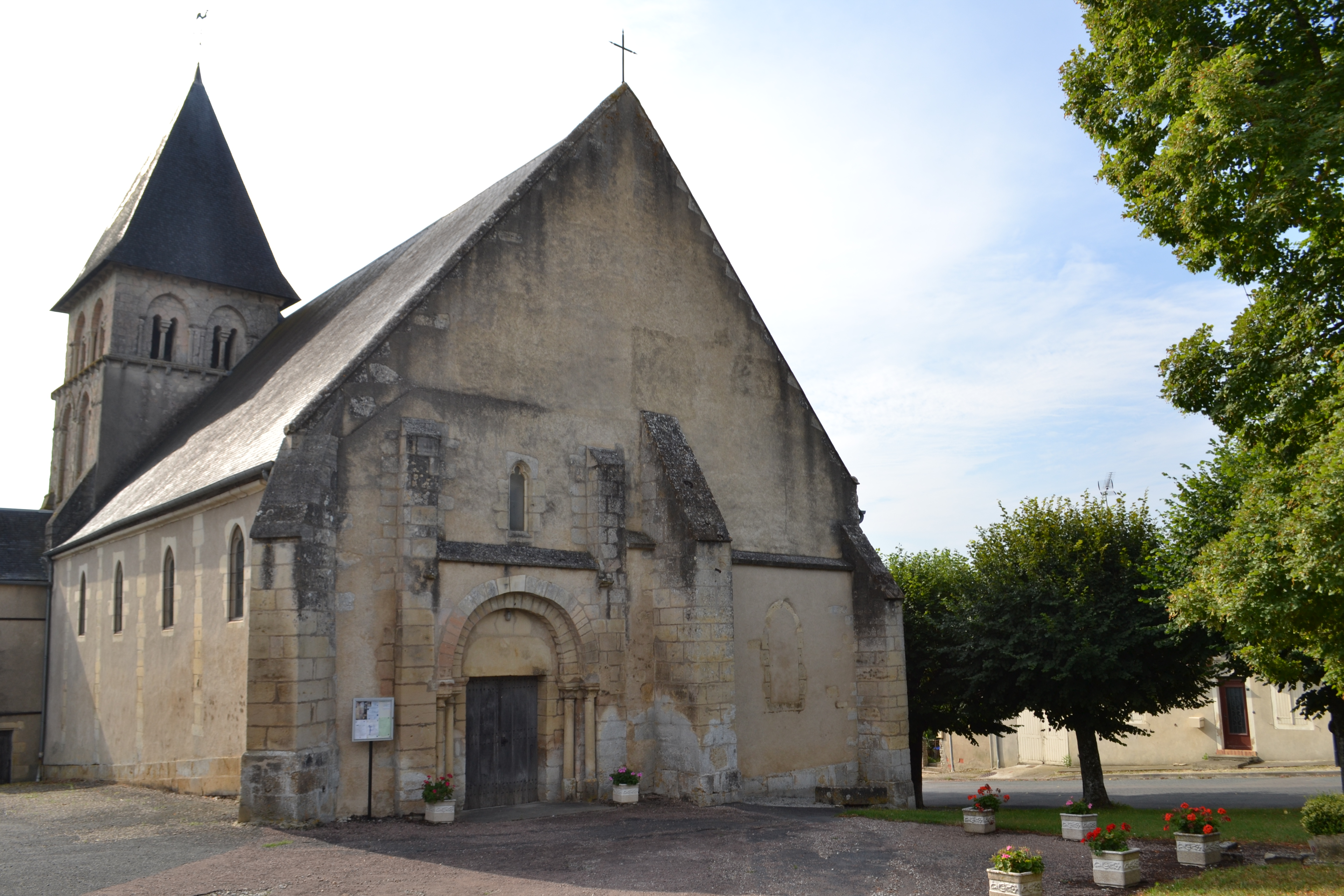
Церковь Сен-Кристоф
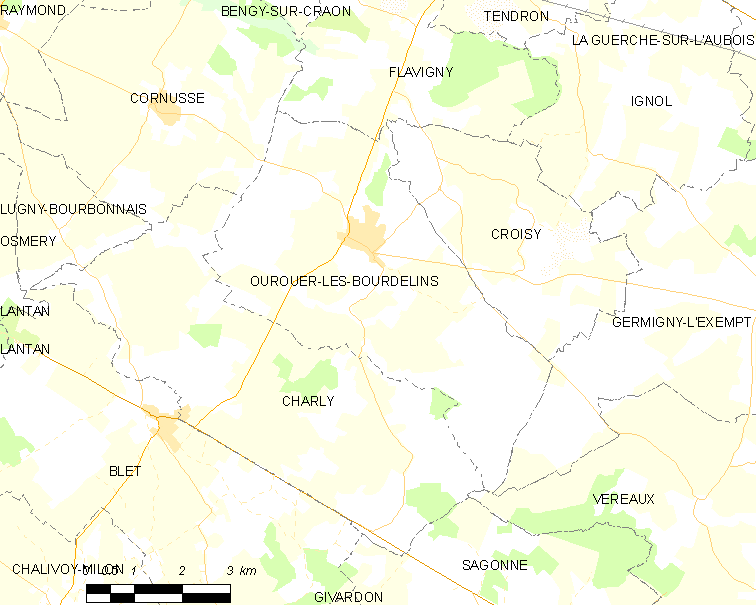
Карта коммуны